# Acantholycosa katunensis
Acantholycosa katunensis là một loài nhện trong họ Lycosidae.
Loài này thuộc chi Acantholycosa. Acantholycosa katunensis được Yuri M. Marusik, Azarkina & Koponen miêu tả năm 2004.